# Juan Manuel Fernández (político peruano)
Juan Manuel Fernández fue un político peruano. 
Fue miembro de la Convención Nacional del Perú (1855) por la provincia de Quispicanchi entre 1855 y 1857 que, durante el segundo gobierno de Ramón Castilla, elaboró la Constitución de 1856, la sexta que rigió en el país.